# Narození Panny Marie (Brandl, 1703)
Narození Panny Marie je oltářní obraz barokního malíře Petra Brandla v kostele Narození Panny Marie v Doksanech na Litoměřicku. V rámci souboru barokních oltářních obrazů Karla Škréty a Petra Brandla je od roku 2006 národní kulturní památkou.

## Historie
Pro nový hlavní oltář z roku 1703 od Františka Preisse objednal nejspíše probošt Doksanského kláštera Bruno Kunovský od Petra Brandla hlavní obraz s námětem Narození Panny Marie, což je i zasvěcení kostela, a obraz do oltářního nástavce s tématem Nanebevzetí Panny Marie. V literatuře se nakupili mnoho dat ohledně vzniku těchto obrazů, protože není žádný záznam v archívech. V mapě Umělecké besedy z roku 1911 byl k nim připsán letopočet 1718, ale to nebylo přijato. Antonín Matějček v roce 1936 uvedl, že by kvůli pokročilému principu pohybové rotaci v souvislosti se smiřickým Klanění tří králů mohlo jít o dílo po roce 1725. Správné datum bylo nakonec určeno po roce 1933, kdy byl během oprav byl na obraze nalezen původní letopočet 1703.
Obraz byl vystaven na výstavě Pražské baroko v roce 1938  v roce 1970  byl znovu restaurován.

## Popis díla
Jedná se o olej na plátně o rozměrech 430 × 240 cm, dílo je umístěno na hlavním oltáři v presbytáři kostela Narození Panny Marie v Doksanech.
Děj na obraze se odehrává v mohutné architektuře, kde prostor člení dva těžké symetrické sloupy. Nad sloupy je patrný obloukový otvor, kde skrze něho se do místnosti dostali nebeští hosté a zář, která celou scénu osvětluje. Nebeští návštěvníci, a to andělé a putti, kteří poletují nebo sedí na obláčku a pozorují dění, putto v levé části obrazu rozhazuje  květiny. Ve středu obrazu v pravé části připravují ženy koupel pro narozenou Marii,  u vaničky v levé části obrazu sedí sv. Anna, v náručí drží narozenou Marii a všemu přihlíží sv. Jáchym, který stojí za sv. Annou. V dolní části obrazu sedí na schodu v popředí žena, která se naklání a obrací hlavu k nebeskému zjevení. Levou rukou se opírá o truhlu a v pravé ruce drží plátýnka, vyjmutá z truhly. Příběh narození od Karla Škréty zde Brandl rotačním pohybem vznášeným světlem a gesty postav proměnil ve vzrušenou vrcholnou barokní scénu s hlubším citovým obsahem. Na schodě vlevo je obraz osignován, kde je napsáno PETRUS BRANDL A. 1703.,